# Культура гуннов

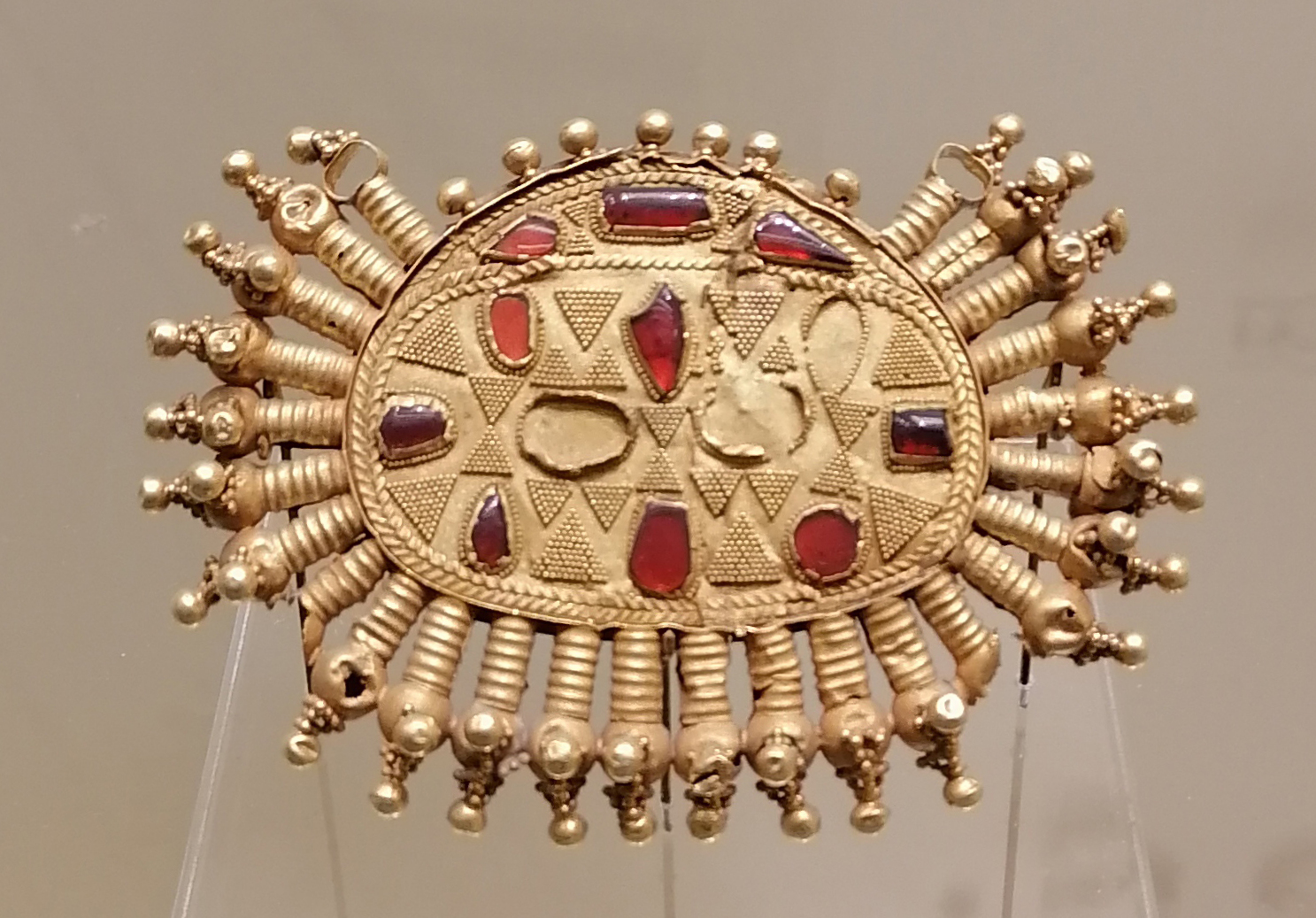
Диадема из гуннского могильника конца IV—V в., из собрания Эрмитажа

Культура гуннов изучена относительно мало ввиду отсутствия у гуннов собственных письменных источников (существование письменности как таковой не исключено, однако записанные ими тексты неизвестны). Кочевой характер культуры определяет относительную скромность материальных находок, сложность их поиска и атрибутации ввиду постоянных перемещений гуннов по огромным пространствам Евразии. Представление об их образе жизни, искусстве, религиозных верованиях можно составить по сообщениям позднеантичных и раннесредневековых авторов и по археологическим находкам, в первую очередь — захоронениям.

## Образ жизни гуннов
Гунны были кочевниками и в основном занимались скотоводством, которое требовало обширных пастбищ. Этот народ переходил со своими стадами крупного и мелкого рогатого скота и лошадей с одного пастбища на другое, нередко ведя борьбу с соседями. Ремёсла у гуннов были развиты слабо, в основном работа с костью и кожей, металлургия. Земледелие было гуннам практически незнакомо.
Главным средством передвижения у гуннов были лошади. Гунны с детства обучались верховой езде и военному делу.
Римский историк Аммиан Марцеллин так описывает образ жизни гуннов в IV веке:
«Гунны никогда не прикрываются никакими строениями, питая к ним отвращение как к гробницам… Кочуя по горам и лесам, они с колыбели приучаются переносить холод, голод и жажду; и на чужбине они не входят в жилища, за исключением крайней необходимости; у них даже не считается безопасным спать под кровлей.
…но зато, как бы приросшие к своим выносливым, но безобразным на вид лошадёнкам и иногда сидя на них по-женски, они исполняют все свои обычные дела; на них каждый из этого племени ночует и днюет… ест и пьёт и, пригнувшись к узкой шее своей скотины, погружается в глубокий чуткий сон…
В противоположность Аммиану, посол к гуннскому царю Аттиле Приск Панийский так описывает гуннов в середине V века:
Переправившись через какие-то реки, мы приехали в огромное селение, в котором, как говорили, находились хоромы Аттилы, более видные, чем во всех других местах, построенные из брёвен и хорошо выстроганых досок и окружённые деревянной оградой, опоясывавшей их не в видах безопасности, а для красоты. За царскими хоромами выдавались хоромы Оногесия, также окружённые деревянной оградой; но она не была украшена башнями подобно тому, как у Аттилы. Внутри ограды было множество построек, из которых одни были из красиво прилаженых досок, покрытых резьбой, а другие — из тёсаных и выскобленых до прямизны брёвен, вставленных в деревянные круги…
Поскольку дружина у них состоит из различных варварских народов, то и дружинники, кроме своего варварского языка, перенимают друг от друга и гуннскую, и готскую, и италийскую речь. Италийскую — от частого общения с Римом
Преодолев определённый путь вместе с варварами, мы, по приказу скифов, приставленных к нам, выехали на другой путь, а тем временем Аттила остановился в каком-то городе, чтобы вступить в брак с дочкой Эски, хотя уже и имел многих жён: скифский закон разрешает многожёнство.
Каждый из присутствующих по скифской учтивости вставал и подавал нам полный кубок, затем, обняв и поцеловав выпившего, принимал кубок обратно.

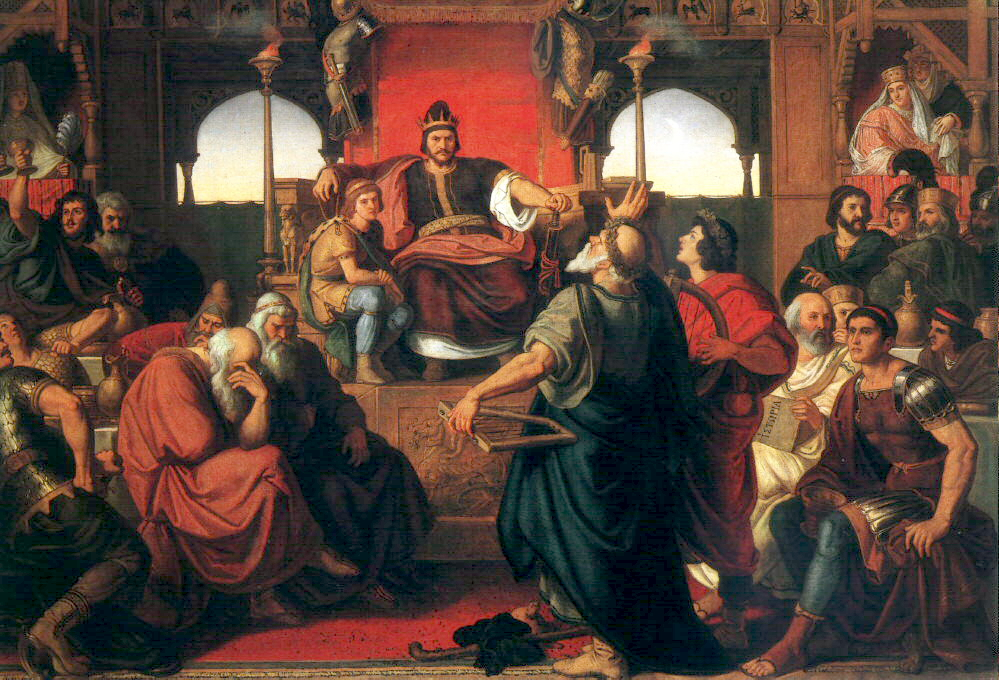
«Пир Аттилы» (1870). Справа изображён византийский дипломат и историк Приск.

Хотя Аммиан отметил отсутствие у гуннов привычки есть варёную пищу, они на деле были вполне знакомы с кулинарным искусством, но весьма неприхотливы в длительных походах. В бытовых и культовых целях использовались бронзовые котлы, которые по форме восходили к хуннским прототипам в Центральной Азии.
Приск, посол к гуннскому царю Аттиле, в противоположность Аммиану, описывает гуннов иначе, в некоторых местах своего изложения называя их скифами и «царскими скифами». Описывая свой путь, пролегавший «через какие-то реки», Приск сообщает, что они приехали в «огромное селение», где находились хоромы Аттилы, «построенные из брёвен и хорошо выстроганых досок», украшенные башнями и окруженные оградой, внутри которой находилось множество построек, некоторые из которых «были из красиво прилаженых досок, покрытых резьбой».
Отмечая учтивость гуннов, Приск сообщает, что «Каждый из присутствующих по скифской учтивости вставал и подавал нам полный кубок, затем, обняв и поцеловав выпившего, принимал кубок обратно». Также Приск сообщал, что во время поездки в составе этого посольства к Аттиле, на скифской стороне, послам теперь предлагали «вместо вина — мёд», а провожатым «напиток из ячменя, называемый по-варварски „камос“».
Приск отмечал, что скифский закон разрешает многожёнство. По-видимому, основу социальной организации составляла большая патриархальная семья. Социальный строй гуннов Европы охарактеризован Ф. Энгельсом как военная демократия. Большую значимость в жизни гуннов имели родовые связи. Аммиан писал: «Если случится рассуждать о серьёзных делах, они все сообща советуются».

## Религия
Главным божеством был Тенгри-хан. В качестве охранительных амулетов гунны носили на себе золотые и серебряные изображения фантастических животных (драконов). Человеческих жертвоприношений (как у хунну), по-видимому, не было. У гуннов были капища и идолы (литые из серебра). Существовали специальные служители культа: жрецы, колдуны, чародеи и знахари, которые призывали силы земли. Этнолог Л. П. Потапов, основываясь на сообщениях Приска, жившего некоторое время при дворе Аттилы, полагает, что у гуннов были шаманы (кам). Это слово даже входило в некоторые титулы гуннской правящей верхушки: ata kam (тюрк. «шаман-отец») — носил верховный шаман, который среди прочего определял, «какие месяцы и годы будут благоприятными для народа»; второй титул (у тестя Аттилы) — as kam («соучастник», «товарищ» или «сподвижник»).
Подробное описание верований кавказских гуннов VII века сохранилось в сочинении Мовсеса Каланкатваци. Для них было характерно обожествление солнца, луны, огня, воды; почитание «богов дорог». Священным деревьям и почитаемым богам жертвовали лошадей, кровь которых проливалась вокруг дерева, а голову и шкуру жертвенного животного вешали на сучья. Во время религиозных церемоний и похорон проходили состязания в борьбе и сражения на мечах, скачки на конях, игры и пляски. Существовал обычай нанесения себе ран и увечий в знак скорби по умершему в ночь перед новым годом. На вершинах горы клялись, обращаясь к Тенри.
Предположительно гуннское святилище с захоронениями было обнаружено в 2010 году в Западном Казахстане в районе города Актау.

## Захоронения гуннского времени
Данные о материальной культуре и искусстве гуннов можно обнаружить не только в античной литературе, но и благодаря данным археологии. С 1945 года ученые отыскали немало ценных материалов, по состоянию на 2005 год только достоверно были идентифицированы только 200 гуннских захоронений. Именно они являются источником сведений о материальной культуре гуннов.
Гуннские захоронения курганного типа находят от Бурятии (Джидинский район) до Румынии (побережье реки Прут), включая территорию Казахстана.
Трудности связаны и с тем, что трудно отличить гуннские археологические находки от сарматских. Оба народа сосуществовали рядом и, вероятно, имели очень схожие материальные культуры. Поэтому сложно достоверно считать какой-либо артефакт именно гуннским по этническому признаку. Не исключено также, что гунны в Европе перенимали элементы материальной культуры подчиненных им германских племен. А описания гуннов, данные римскими историками, часто очень предвзяты, поскольку авторы подчеркивали примитивность «дикарей».

## Деформация черепа
Характерной чертой гуннских останков являются следы деформации черепа, как например в могиле подростка на некрополе Беляус у городища Беляус в Крыму.

## Металлургия

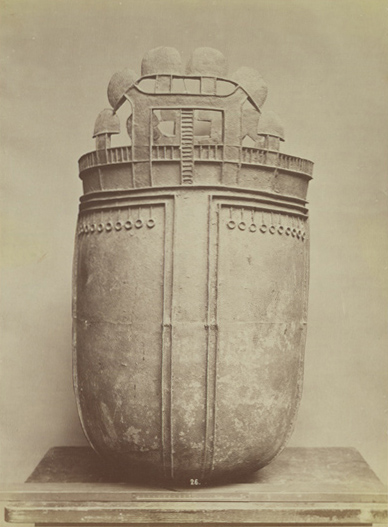
Гуннский котёл. V век.

### Котлы
В ходе археологических раскопок было обнаружено большое количества котлов, которые немецкий археолог Пауль Рейнеке в 1896 году признал гуннскими. Хотя эти котлы обычно называют бронзовыми, на самом деле большинство из них изготовлены из меди низкого качества. Австрийский историк Менхен-Хельфен упоминает 19 гуннских котлов, найденных в Центральной и Восточной Европе и Западной Сибири. Оценив качество работы, он пришел к выводу, что гунны были не очень хорошими кузнецами. Также специалист указал, что котлы, вероятно, были отлиты в тех же местах, где были найдены.
Котлы разных форм и иногда встречаются вместе с сосудами различного предназначения. Менхен-Хельфен утверждает, что котлы использовались для варки мяса, но тот факт, что многие из них были обнаружены рядом с водой и, как правило, вдали от захоронений, также может указывать на использование емкостей в сакральных целях. Подобные котлы задолго до гуннов использовали представители другого кочевого народа, хунну.

### Оружие
Древнеримский автор Аммиан также сообщает, что у гуннов были железные мечи. Британский историк Томпсон скептически относится к тому, что гунны сами отливали оружие. Однако Менхен-Хельфен парировал, что гуннские всадники вряд ли смогли бы захватить Константинополь и пробиться к Марне с помощью выменянных или захваченных мечей.

### Ювелирные украшения

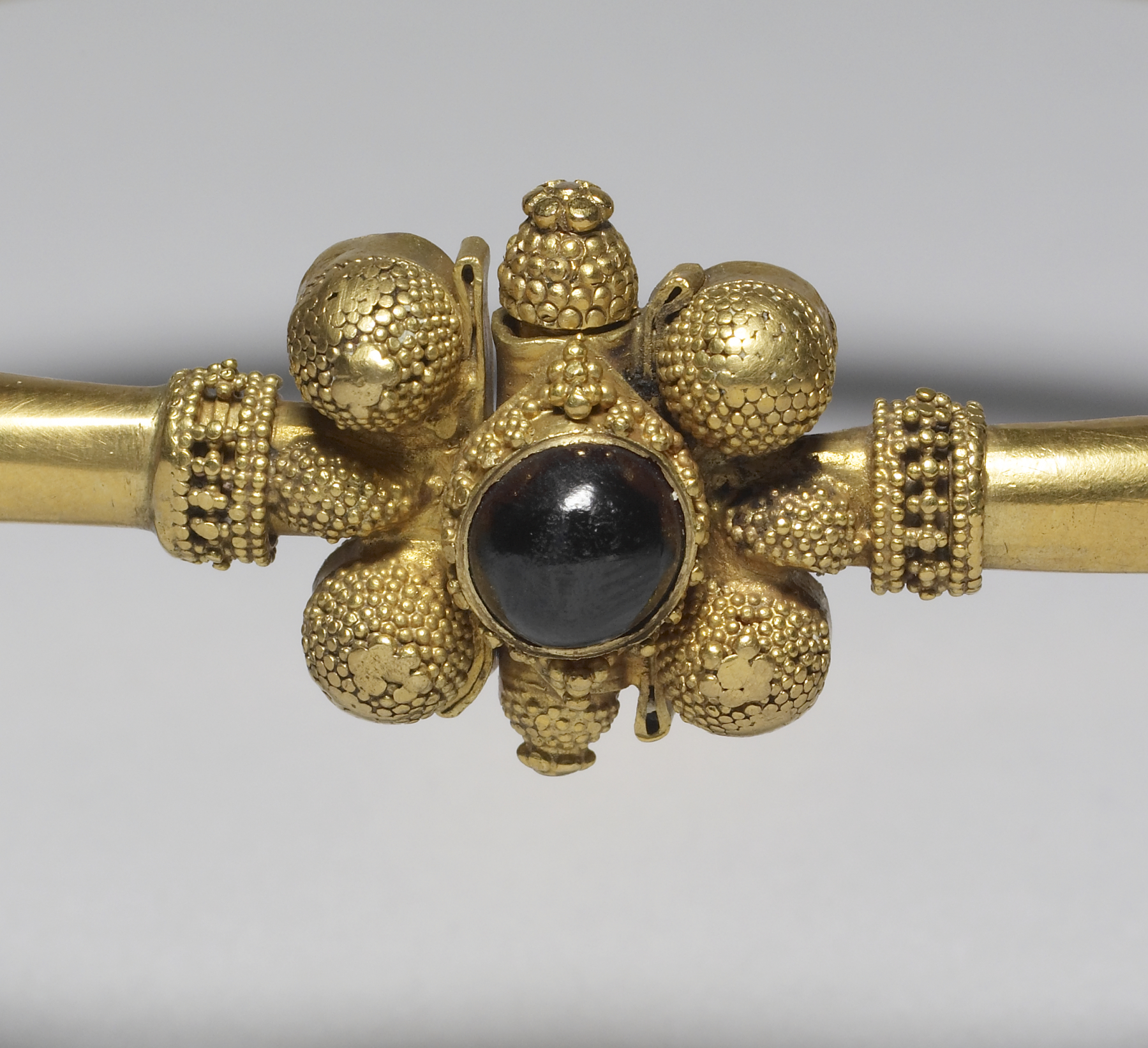
Деталь гуннского золотого браслета. V век, музей Уолтерса

Как древние письменные источники, так и археологические находки из могил подтверждают, что гунны носили искусно украшенные золотые или позолоченные диадемы, инкрустированные гранатами. Менхен-Хельфен перечисляет в общей сложности шесть разновидностей гуннских диадем. Гуннские женщины обычно украшали себя ожерельями, подвесками и браслетами, изготовленными в основном из завозных, а не собственноручно изготовленных материалов. Позднее гунны переняли распространенную раннесредневековую практику декорирования ювелирных украшений и оружия драгоценными камнями. Известно также, что они, как и китайцы, пользовались маленькими карманными зеркальцами, которые после смерти владельца разбивали и клали в могилу. Ювелирные традиции гуннов оказали влияние на искусство меровингского периода.

## Одежда
Судя по обнаруженным в ходе раскопок артефактам, гунны носили золотые бляшки в качестве украшений на своей одежде, а также декорировали её завозными стеклянными бусинами. Сама же верхняя одежда, по описанию Аммиана, изготавливалась из льна или меха сурка, а штаны — из козьих шкур.

## Жилища
Аммиан Марцеллин сообщает, что у гуннов не было стационарных зданий, они разбивали шатры или жили в повозках (кибитках). Менхен-Хельфен считает, что у гуннов, вероятно, были «шатры из войлока и овчины»: античный историк Приск и Иордан упоминают шатер (tenturia) Аттилы.
Средневековый историк Иордан сообщает, что Аттила жил в селении (vicum), подобном большому городу (civitatis amplissimae), который состоял из деревянных построек и имел внутренний двор (aula). Во время вторжения гуннов в Галлию упоминаются военные лагеря (castra), аналогичные хрингам. По мнению Менхен-Хельфена, деревянные постройки гуннов были построены их союзниками остроготами.